# メノナイト低地ドイツ語
メノナイト低地ドイツ語（メノナイトていちドイツご、独: Plautdietsch）は、元々は東低地ドイツ語の低地プロイセン語の変種で、オランダ語の影響を受けた言語で、16世紀、17世紀に王領プロイセン地域のヴィスワ川デルタで発展した。主にアメリカ大陸に移住したメノナイトによって用いられている。

## 言語名別称
- Low German
- Geldersch[2]
- Mennonite German
- Mennoniten Platt
- Neuniederdeutsch[2]
- 低ドイツ語
- メノナイトドイツ語
- メノー派低地ドイツ語